# Woody Strode

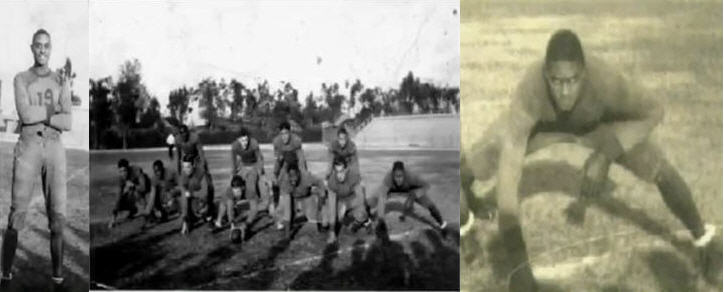
Woody Strode el 1936

Woodrow Wilson Woolwine "Woody" Strode (Los Angeles, Califòrnia, 25 de juliol de 1914 − Glendora, Califòrnia, 31 de desembre de 1994) va ser un pentatleta, jugador de futbol americà i actor estatunidenc, molt conegut per les seves intervencions en Espàrtac (Stanley Kubrick, 1960) i El sergent negre (John Ford, 1960).

## Trajectòria esportiva
Strode, Kenny Washington i Jackie Robinson van jugar en l'equip de futbol americà dels UCLA Bruins de 1939. Juntament amb Ray Bartlett, en total hi havia quatre jugadors afroamericans en l'equip dels Bruins, en una època en la qual només n'hi havia unes dotzenes més en altres universitats dels Estats Units.
Strode i el seu company d'UCLA, Kenny Washington, van ser dos dels primers afroamericans a jugar en la National Football League, per a l'equip Los Angeles Rams el 1946 en la posició de tight end (cap esportista negre va jugar en la NFL de 1933 a 1946). Jackie Robinson trencaria la barrera del color imposada en la Major League Baseball. El 1948 i 1949, va jugar amb els Calgary Stampeders de la Divisió Oest de la lliga de futbol canadenca. També va passar alguns anys en la lluita lliure professional.

## Trajectòria artística
Encara que va fer la seva primera aparició en el cinema el 1941, en la pel·lícula Sundown, no va ser fins a deu anys després quan Strode va començar la seva carrera cinematogràfica. Durant la dècada dels quaranta, va ser una estrella del futbol americà al Canadà i un lluitador professional. La primera pel·lícula important en la qual apareix va ser Els deu manaments, de Cecil B. DeMille; curiosament, en aquesta pel·lícula realitzava dos papers: primer apareixia com el rei d'Etiòpia vençut per Moisès i, més tard, se li reconeixia com un dels portadors de la llitera de la madrastra real de l'alliberador dels hebreus. Durant tota la dècada dels cinquanta, diferents directors van aprofitar el seu impressionant físic, com a figurant o amb petits papers en què, amb el seu més d'un metre noranta i el seu musculós cos, sempre destacava. Després de molts papers intranscendents, seria John Ford qui li va donar el seu primer paper important en El sergent negre (1960), en què interpretava l'heroic sergent Rutledge, falsament acusat de violació i assassinat. En aquest mateix any, realitzaria un altre dels seus papers més recordat, en Espàrtac de Stanley Kubrick, en què interpretava Draba, el negre que perdona la vida a Espàrtac i que amb la seva mort desencadena la revolució dels gladiadors esclaus. Amb John Ford, tornaria a treballar en L'home que va matar Liberty Valance, en què era el fidel company de John Wayne, i el 1966, amb Richard Brooks en la direcció, era un dels protagonistes dels professionals, juntament amb Burt Lancaster, Lee Marvin i Robert Ryan. En els anys seixanta, continua apareixent en westerns, i així té una col·laboració en Fins que va arribar la seva hora, de Sergio Leone, a més d'altres spaguetti western de menor qualitat i en la coproducció Shalako, fallida pel·lícula d'Edward Dmytryk, en què compartia protagonisme amb Sean Connery, Brigitte Bardot i Stephen Boyd. En la mateixa dècada, va intervenir en alguns dels títols d'aventures dedicats al personatge de Tarzán, com Tarzán en perill, al costat de Jock Mahoney, o Tarzán a Nairobi, que és un remuntatge de la sèrie televisiva protagonitzada per Ron Ely.
En els anys setanta, el director Daniel Mann intenta recrear l'èxit de pel·lícules com Els professionals i Grup salvatge, per la qual cosa reuneix membres d'aquests grups, entre els quals està Strode, per a una fluixa pel·lícula titulada Els venjadors, que tenia William Holden com a principal protagonista. El 1976, va compartir protagonisme amb Franco Nero i William Berger en Keoma, d'Enzo G. Castellari, un dels últims spaghetti western filmats a Europa.
La seva última aparició en el cinema es va produir en Ràpida i mortal, un homenatge al western dirigit per Sam Raimi. Woody Strode va morir als 80 anys a causa d'un càncer de pulmó.

## Filmografia
Filmografia:

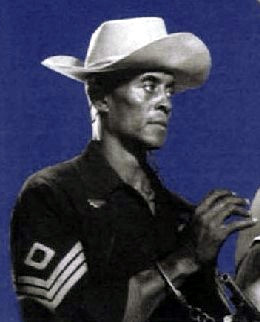
Woody Strode al cartell de la pel·lícula Sergeant Rutledge.

- Stagecoach (no surt als crèdits) (1939)
- Sundown (1941)
- Star Spangled Rhythm (1942)
- No Time for Love (1943)
- The Lion Hunters (1951)
- Bride of the Gorilla (1951)
- African Treasure (1952)
- Caribbean (1952)
- Androcles and the Lion (Androcles and the Lion) (1952)
- City Beneath the Sea (1953)
- Demetrius and the Gladiators (1954)
- Jungle Man-Eaters (1954)
- The Gambler from Natchez (1954)
- Jungle Gents (1954)
- Son of Sinbad (1955)
- Buruuba (1955)
- Els Deu Manaments (The Ten Commandments) (1956)
- Tarzan's Fight for Life (1958)
- El bucaner (The Buccaneer) (1958)
- Pork Chop Hill (1959)
- The Last Voyage (1960)
- El sergent negre (Sergeant Rutledge) (1960)
- Spartacus (1960)
- The Sins of Rachel Cade (1961)
- Dos cavalquen junts (Two Rode Together) (1961)
- L'home que va matar Liberty Valance (The Man Who Shot Liberty Valance) (1962)
- Tarzan's Three Challenges (1963)
- Genghis Khan (1965)
- Set dones (7 Women) (1966)
- Els professionals (The Professionals) (1966)
- Seduto alla sua destra (1968)
- Shalako (1968)
- Fins que li va arribar l'hora (Once Upon a Time in the West) (1968)
- Che! (1969)
- Boot Hill (1969)
- Chuck Moll (1970)
- Scipio the African (1971)
- The Deserter (1971)
- The Last Rebel (1971)
- Black Rodeo (1972) (documental) (narrador)
- The Revengers (1972)
- The Italian Connection (1972)
- The Gatling Gun (1973)
- We Are No Angels (1975)
- Loaded Guns (1975)
- Winterhawk (1975)
- Keoma (1976)
- Cuibul salamandrelor (1977)
- Cowboy-San! (1977)
- El regne de les aranyes (Kingdom of the Spiders) (1977)
- Ravagers (1979)
- Jaguar Lives! (1979)
- Cuba Crossing (1980)
- Scream (1981)
- Angkor: Cambodia Express (1982)
- Invaders of the Lost Gold (1982)
- Vigilante (1983)
- El retorn del cavall negre (The Black Stallion Returns) (1983)
- The Violent Breed (1984)
- The Final Executioner (1984)
- Jungle Warriors (1984)
- The Cotton Club (1984)
- Desig en la pols (Lust in the Dust) (1985)
- Louisiana (A Gathering of Old Men) (1987)
- Bronx Executioner (1989)
- El pes de la corrupció (Storyville) (1992)
- Posse (1993)
- The Quick and the Dead (1995)

## Premis i nominacions
Nominacions
- 1961: Globus d'Or al millor actor secundari per Espàrtac